# Símbolos maçônicos

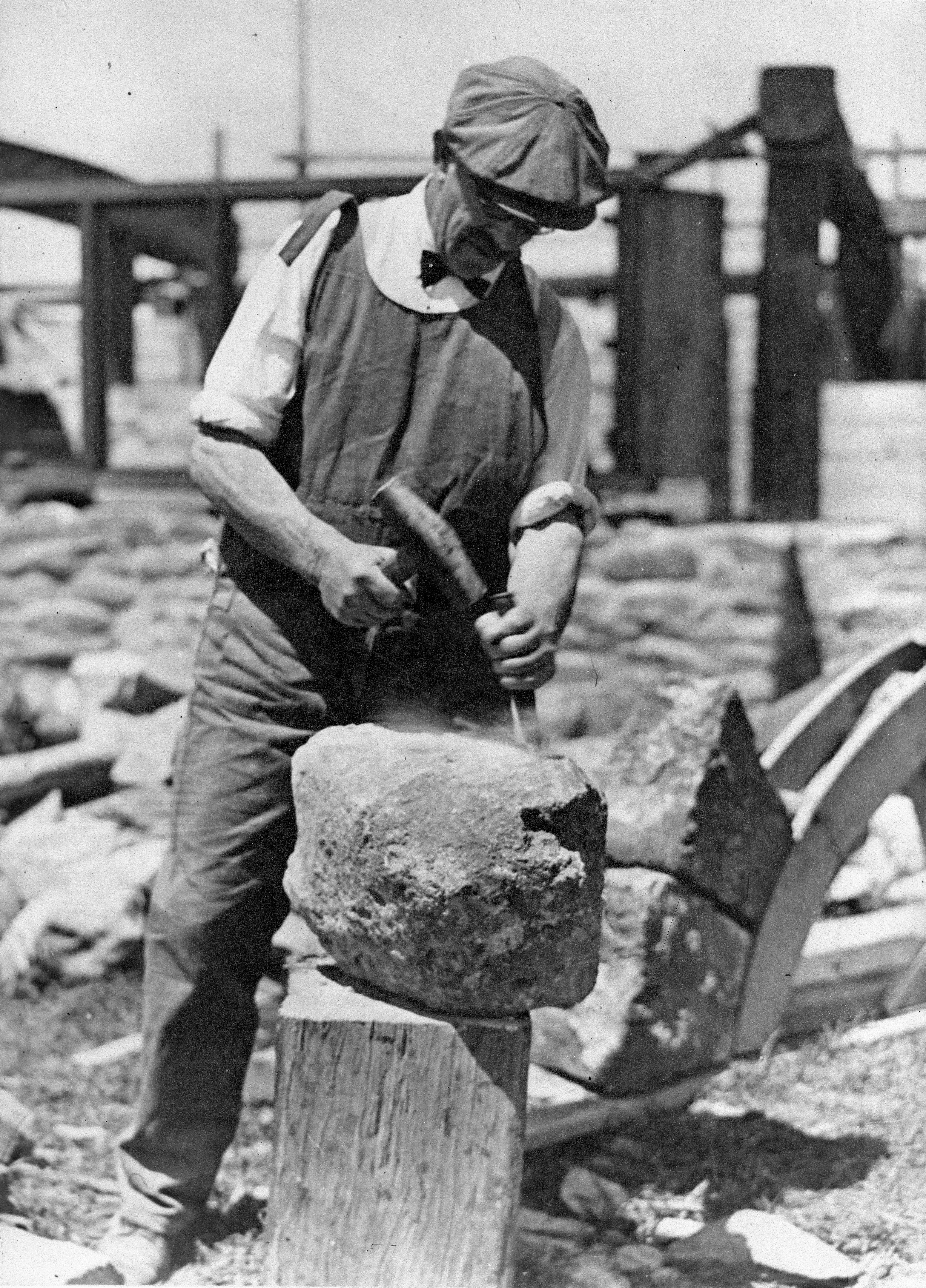
Um pedreiro a desbastar pedra bruta — um dos principais símbolos da maçonaria, mostrando o pedreiro, o maço, o cinzel, o avental, a pedra bruta e seu desbaste

Os símbolos maçônicos (português brasileiro) ou maçónicos (português europeu) são o conjunto de símbolos que formam a base do método maçônico. A maçonaria (do inglês mason, que significa pedreiro, construtor) é uma organização com fins filantrópicos, educacionais, filosóficos, progressista e educativa. Tem seu método educacional todo baseado em simbologia e em rituais. Nascida da maçonaria operativa e dos pedreiros livres, toda sua estrutura simbólica é baseada nos utensílios dos pedreiros, construtores e arquitetos medievais. A maioria dos símbolos usados na maçonaria são utensílios de pedreiros ou símbolos de outra categoria, incorporados à ordem. Pela importância da maçonaria, muitos deles hoje são considerados como símbolos maçônicos.
O termo símbolo, com origem no grego symbolon (σύμβολον), designa um tipo de signo em que o significante (realidade concreta) representa algo abstrato (religiões, nações, quantidades de tempo ou matéria etc.) por força de convenção, semelhança ou contiguidade semântica (como no caso da cruz que representa o cristianismo, porque ela é uma parte do todo que é imagem do Cristo morto).
A maçonaria é dividida em graus e cada grau tem seus ensinamentos, símbolos e rituais. Estes são definidos tanto pelo rito maçônico quanto pela Obediências Maçônicas ou Supremo Conselho a qual a Loja Maçônica pertence. Não sendo dogmática, a Ordem Maçônica evita arbitrar sobre os significados dos símbolos, dando um máximo de abertura para os adeptos refletirem e tirar as próprias conclusões. O próprio Albert Pike, escreveu no prefácio do Moral e Dogma:
| “ | Todos estão completamente livres para rejeitar e discordar de qualquer coisa aqui que possa lhes parecer falsa ou infundado. | ” |

## Três grandes luzes
A maçonaria têm suas leis baseadas nos Landmarks, sobretudo no modelo da Constituição de Anderson. É uma série de regras que regem a maçonaria desde o seu início e até hoje baseia as constituições das Potências Maçônicas no mundo todo. Dentre todos os símbolos presentes na maçonaria mundial, alguns são obrigatórios para o funcionamento de uma reunião. Eles são apresentados nos landmarks:
- VIII - a manutenção das Três Grandes Luzes da Maçonaria: o Livro da Lei, o Esquadro e o Compasso, sempre à vista, em todas as sessões das Lojas;
- IX - o uso do avental nas sessões.

O Livro da Lei, o Esquadro e Compasso e o uso do Avental são essenciais, não podendo funcionar a loja sem a presença destes.
O Livro da lei, o Esquadro e o Compasso formam a tríade denominada As Três Grandes Luzes.

## O Livro da Lei
O Livro da Lei, ou Livro Sagrado, é a primeira das três luzes da maçonaria. Um dos preceitos mais respeitados por todas as potências maçônicas do mundo é a crença num ser supremo, criador do universo, que é denominado como Grande Arquiteto do Universo na maçonaria. O Livro Sagrado representa a ligação do maçom com este ser e com a espiritualidade.
Este livro não é estipulado por nenhum manual, constituição ou landmark. Ele pode ser qualquer livro sagrado de religiões que creem em um deus criador. Dependerá da crença individual ou do conjunto da loja. Para um cristão o Livro da Lei será a Bíblia, para um muçulmano será o alcorão e assim por diante, deste modo todo juramento é feito individualmente sobre a crença pessoal de quem jura. Em lojas onde há a presença de vários maçons de religiões distintas, coloca-se vários livros sobre o altar dos juramentos, onde cada um terá o foco em seu livro sagrado. A Casa do Templo, sede do Supremo Conselho do Rito Escocês da Jurisdição Sul dos EUA, tem em seu altar a presença de oito livros. Mas o símbolo continua o mesmo, o Livro da Lei.
O Livro da Lei possui esse nome genérico para se evitar qualquer tipo de sectarismo, pois, ao nominar o livro sagrado de uma reunião maçônica de qualquer título, seja Bíblia, Alcorão, Torá, ou outros, automaticamente estar-se-ia limitando o caráter ecumênico da Ordem. A única restrição é que o volume deve conter, realmente, as Sagradas Escrituras de uma religião conhecida, e fazer referência a Deus. Assim como a maçonaria não impõe uma crença especifica no Livro da Lei, o mesmo ocorre com o conceito de Deus. Cada um terá seu conceito pessoal respeitado. Na maçonaria o sinônimo usado para designar Deus é Grande Arquiteto do Universo, ou GADU. O termo sempre se refere a crença pessoal, de quem fala, sobre o ser criador do universo e cada um terá seu conceito próprio, assim como é o termo "Deus" no ocidente.

## Esquadro e compasso

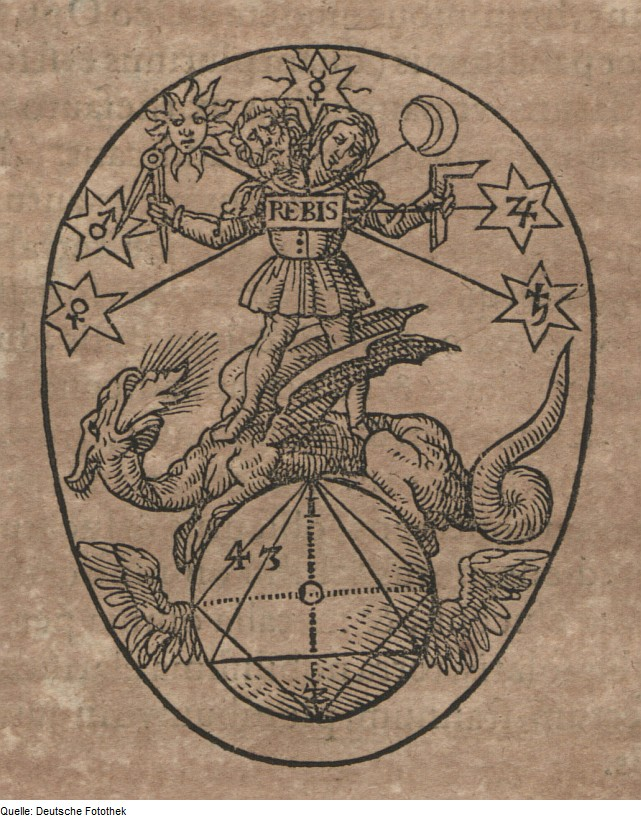
Traité de L’Azoth, Tratado de alquimia de 1613, data anterior a 1717, usualmente a data oficial da criação da maçonaria. É possível ver o esquadro na mão direita e o compasso na mão esquerda.

A joia do Venerável Mestre Maçom.

O Esquadro é um instrumento de desenho utilizado em obras civis e que também pode ser usado para fazer linhas retas verticais com precisão para 90°. Resulta da união da linha vertical com a linha horizontal. Simbolicamente demonstra retidão e também a ação do Homem sobre a matéria e da ação do Homem sobre si mesmo. Significa que  a conduta deve ser guiada pela linha reta. Emite a ideia inflexível da imparcialidade e precisão de carácter. Simboliza a moralidade, retidão e as coisas concretas.

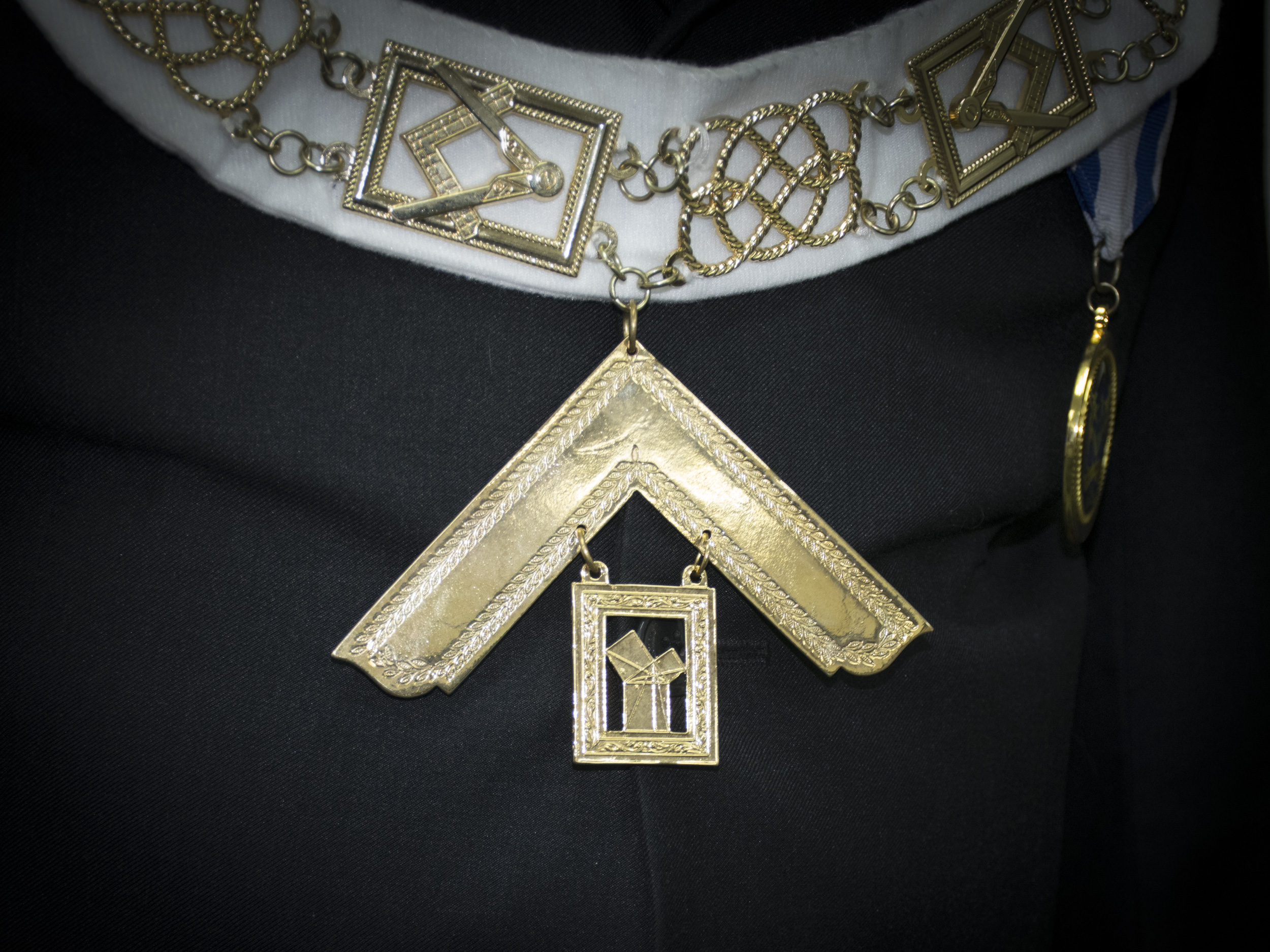
A joia do Venerável de Honra.

É usada pelo Venerável Mestre demostrando que ele é o responsável por guiar a Loja de maneira retificada. Tem seu braço direito maior que o esquerdo, demonstrando que o Venerável age ativamente. Alguns Veneraveis utilizam uma joia diferente, com o Teorema de Pitágoras representado entre as perpendiculares do esquadro, simbolizando a ciência alcançada. Sendo a representação máxima da maçonaria, a ciência da geometria.
O Compasso é um instrumento de desenho que faz arcos de circunferência e também serve para tomar e transferir medidas. É o símbolo do espírito, do pensamento nas diversas formas de raciocínio, e também do relativo (círculo) dependente do ponto inicial (absoluto). Os círculos traçados com o compasso representam as lojas. O símbolo mais básico alcançado pelo compasso é o círculo com um ponto no centro, símbolo do Sol. 

Esquadro, compasso e letra G da simbologia Maçónica

Sendo o compasso móvel e o esquadro estático, dá-se aí mais uma dualidade passiva e ativa entre dos símbolos, bastante presente na simbologia maçônica.
Juntos formam o símbolo mais característico da maçonaria. Representam que a ordem é pautada pela filosofia sobre os itens dos pedreiros e antigos construtores. É o símbolo de mais fácil reconhecimento usado em joias, construções e nos mais diversos modos. Nenhuma loja funciona sem o Esquadro e Compasso amostra sobre o Livro da Lei aberto. Por isso é um símbolo tão emblemático da maçonaria. Individualmente têm também seus significados.
O Esquadro e o Compasso simbolizam também a materialidade do homem e sua espiritualidade. Quando juntos e na sua apresentação básica e a depender de como se arrumam indica em qual grau a Loja está trabalhando. Na Loja de Aprendiz o esquadro fica sobre o compasso, na de Companheiro se entrecruzam e na Mestre o compasso fica sobre o esquadro. Isto expressa a sobreposição do espírito sobre a matéria. Ideia platônica presente na maçonaria.

## Colunas

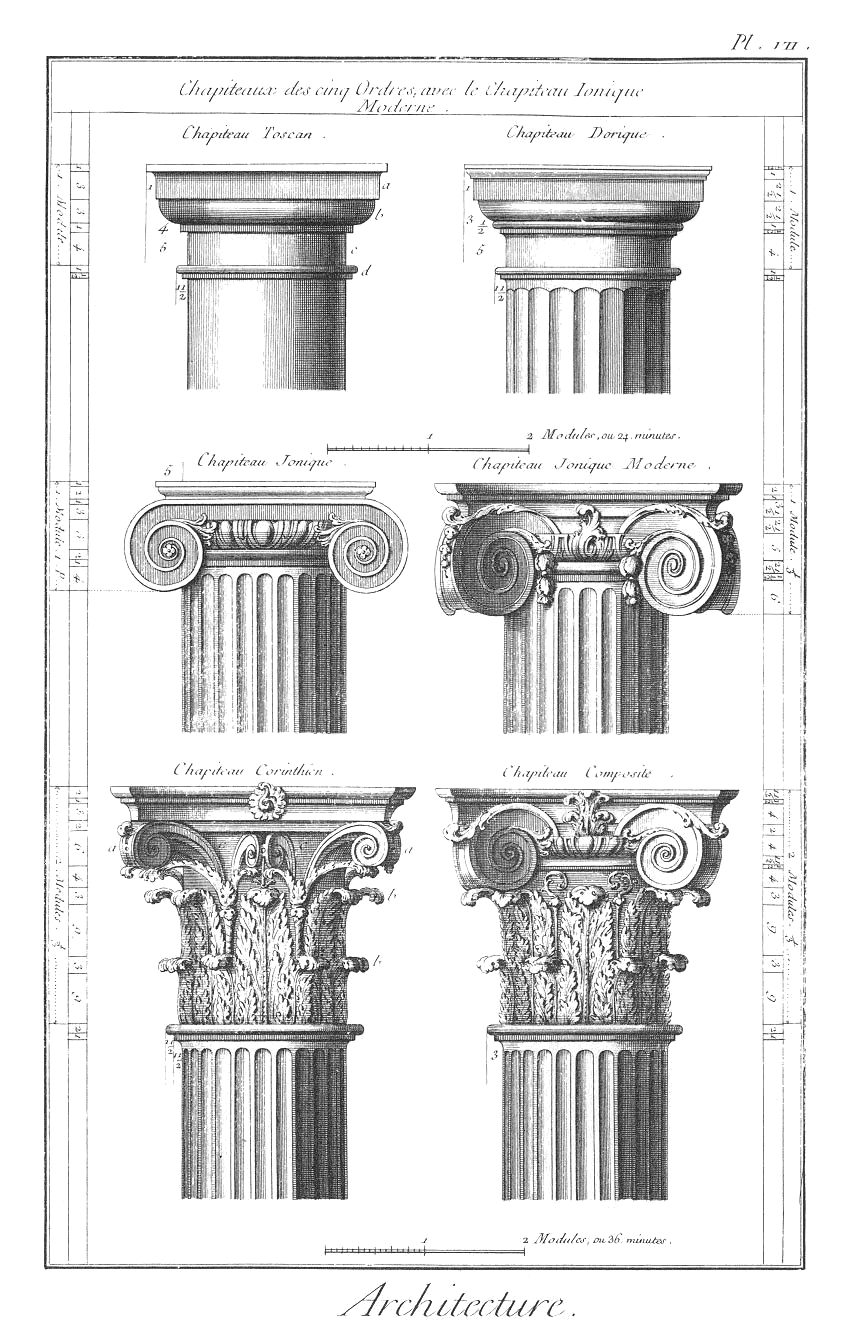
Ordens arquitetônicas: De cima para baixo, Dórica, Jônica e Coríntia.

Uma coluna é um elemento arquitetónico destinado a receber as cargas verticais de uma obra de arquitetura (arco como barramento, arquitrave, abóbada) transmitindo-as à fundação. Representam o suporte de algo superior e dão sustentação à obra. A maçonaria utiliza tanto colunas inspiradas no templo de Salomão quanto as colunas da Arquitetura da Grécia Antiga.
O conjunto de três colunas gregas formam As três pequenas Luzes. A coluna de Ordem dórica, mais robusta e de ângulos retos representa a força e o Primeiro Vigilante, a de Ordem coríntia, adornada de folhas de acanto, representa a beleza e o Segundo Vigilante e a coluna da Ordem jônica, onde é enfeitada com volutas, representa a sabedoria e o Venerável Mestre.
Boaz e Yachin (pronuncia-se Yaquim) são duas colunas de cobre, e que ficavam à frente do Templo de Salomão (Shlomoh {seu nome em hebraico}, o primeiro Templo em Jerusalém. O Templo Maçônico é inspirado quase em sua completude no Templo de Salomão. Estas duas colunas guardam a porta de entrada do templo maçônico, as vezes dentro do próprio templo as vezes fora. Dividem o templo em três partes. Do lado da coluna B (Boaz) ficam os Aprendizes, do lado da coluna Y (Yachin {não existe a letra J no hebraico}) ficam os Companheiros e entre as colunas encontram-se os Mestres maçons e o altar dos juramentos, com as três grandes luzes. O local dos aprendizes e companheiros podem inverter, dependendo do rito adotado. A descrição que inspirou o modelo atual das duas colunas encontra-se na Bíblia no livro de I Reis 7:1–22. As colunas dos templos maçônicos são de bronze, encimadas com romãs, lírios e correntes.

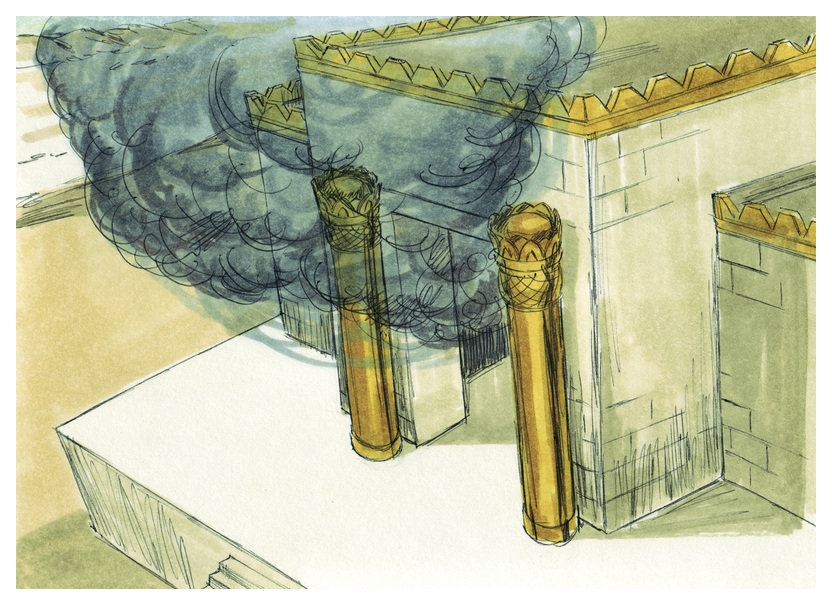
Representação artística do Templo de Salomão e as duas colunas.

Boaz, ou Booz, é um personagem do Antigo Testamento da Bíblia, citado no Livro de Rute e em I Crônicas como pertencente à tribo de Judá, filho de Salmom, vindo a ser bisavô do rei Davi. Seu nome, do hebraico בועז Bốʿaz, pode significar "na força", "nele (é) a força" e "ser forte". Yaquim, Yachin ou Yakin, do hebreu Yah que significa Deus e iachin que significa estabelecerá, ou seja Yachin significa Deus estabelecerá. Observação: não existe aletra J no hebraico. Exemplo: Yirmeyahu ao invés de Jeremias; Yeshayahu ao invés de Isaías; Yehudah ao invés de Judá; Yehuda ao invés de judas; Yeshua ao invés de Jesus; Yehoshua ao invés de Josué. Estes são somente alguns exemplos. Nomes não se traduzem. A bíblia sem o Novo Testamento (livro romano) chama-se Tanakh e jamais Velho Testamento (denominado assim por Roma), que significa: Ta (Torah) Nevi'im (profetas) Kh Ketuvim (são os escritos). Ch tem som de rr de carro! Kh tambem tem o mesmo som de ch. 
Estas duas colunas são ornadas com romãs, lírios e correntes. A Romã foi usada como metáfora por vários santos e papas católicos. São Gregório de Níssa compara a romã com a vida cristã, onde por fora a casca dura faz a fruta aparentar ser incomestível, mas dentro é linda, suculenta e doce tal qual a vida cristã. Ainda dentro da igreja é comparada com caridade, humildade e união. A quantidade de grãos unidos faz com que o fruto seja visto como símbolo de fartura, união e fecundidade. A semelhança com a vulva também traz a ideia de fertilidade. Já na maçonaria o simbolismo mais comum é o dos grãos unidos por uma camada gelatinosa representando a fraternidade maçônica. Com lírios os maçons tomam as analogias comuns ao cristianismo, que comparam a brancura dos lírios com a virgindade de uma moça. Porem, os lírios citadas na Bíblia provavelmente eram um tipo diferente de flor, avermelhada, e foram estes usados por Hiram Abiff para adornar as colunas. Como representam a virgindade e a pureza, liga-se naturalmente aos iniciados, recém chegados à ordem. As colunas são ornadas com sete voltas de corrente. O sete é um número muito recorrente na cultura judaico cristã, podendo representar diversas coisas. As correntes tanto podem relembrar a vida passada de encarceramento quando a nova vida com elos fortes de união.
Por fim, doze colunas ornam os lados norte e sul da parte interna do templo. São as Colunas Zodiacais que representam os doze Signos zodiacais, Áries, Touro, Gêmeos, Câncer, Leão, Virgem, Libra, Escorpião, Sagitário, Capricórnio, Aquário e Peixes. Cada coluna leva consigo os diversos simbolismos astrológicos e leituras próprias da visão maçônica. Simbolicamente sustentam a abóbada do templo maçônico que, por sua vez, simboliza a Abóbada celeste. Essa conjuntura dá ao próprio templo o simbolismo de Mundo.

## Utensílios de pedreiro
Maçom (do inglês mason) significa pedreiro. Praticamente toda a estrutura da simbologia maçônica se baseia nos antigos construtores de catedrais e castelos. Além do Esquadro e do Compasso, outros utensílios tem sua simbólica maçônica.

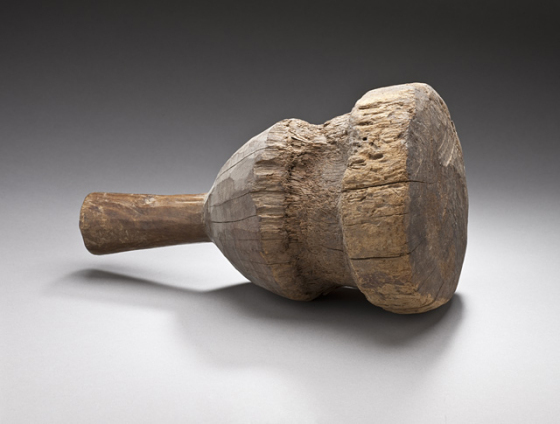
Um malho egípcio de madeira datado de meados de 1550-1070 a.C.

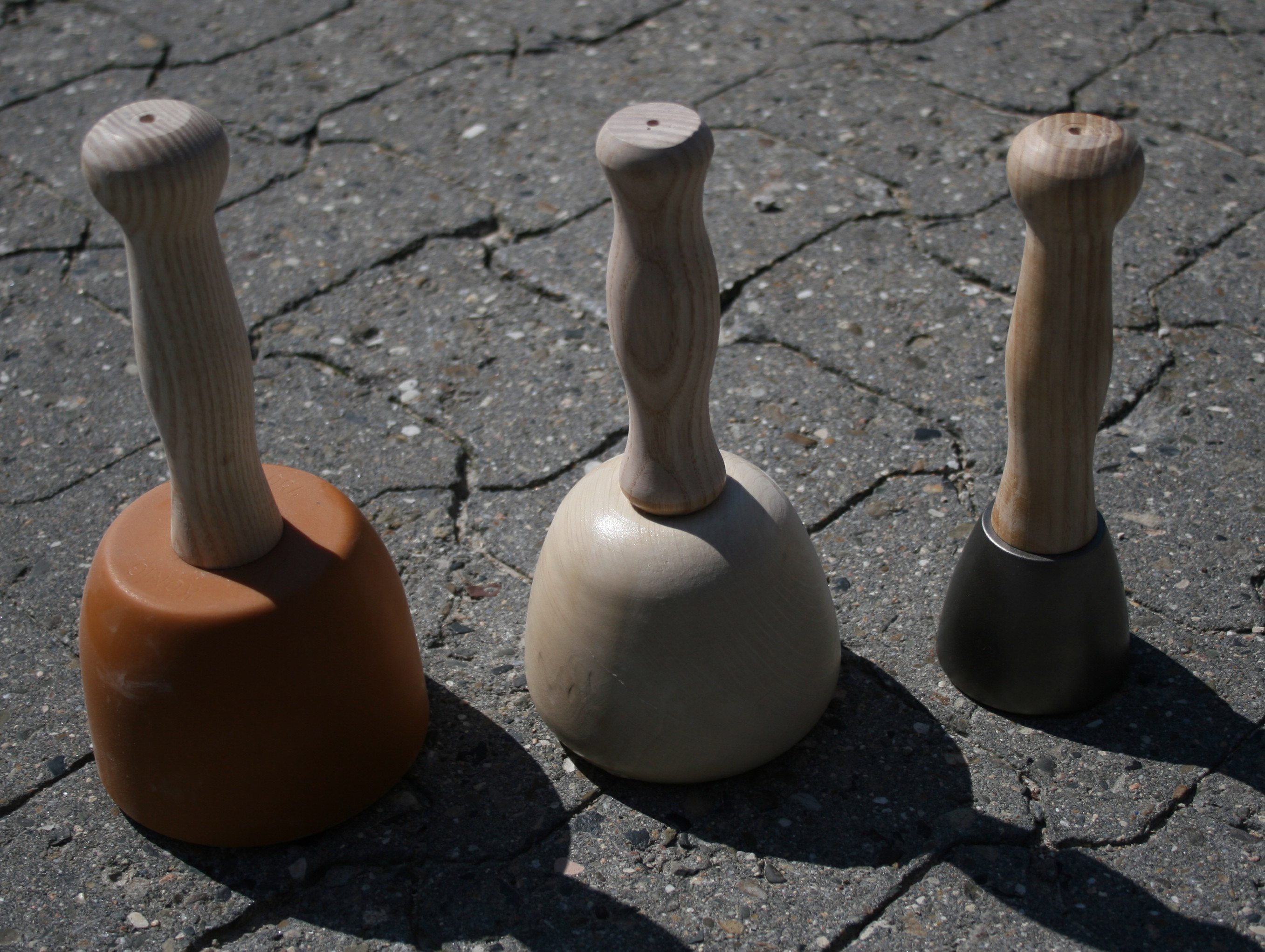
Conjunto de malhos novos.

O Maço (maço, malhete ou martelo) e o Cinzel são duas ferramentes utilizadas por profissionais que trabalham em pedra, madeira e diversos outros materiais até os dias de hoje. O maço pode ser feito de diferentes materiais como ferro, madeira ou borracha. Diferem um pouco entre alguns tipos, mas na maçonaria levam consigo o mesmo sentido de força de vontade, da força em si e da iniciativa. O cinzel é feito de ferro endurecido ou aço podendo ter vários tipos, a depender da necessidade, podendo ter a cabeça pontiaguda, arredondada achatada e outros modelos mais. Num extremidade toca a pedra (ou outro material) e na extremidade oposta é atingido pelo malho por isso indica passividade. É possível encontrar estes dois objetos fundidos em um, semelhante uma pequena britadeira onde o trabalho é facilitado.
Na simbologia maçônica estão relacionados ao desbaste da Pedra Bruta e ao trabalho do Aprendiz Maçom. Além deste simbolismo o malho, sem o cinzel, é símbolo dos cargos de Venerável Meste e dos dois Vigilantes em forma de malhete. Assim como o Compasso e o Esquadro, o Malho e o Cinzel representam, respectivamente, a energia ativa e passiva. O cinzel exige a utilização do malho e não tem referência a ele isoladamente. Simboliza que o pensamento sem ação não tem eficácia.
Simbolizam o começo do trabalho sobre a Pedra Bruta. Onde o aprendiz prepara as pedras, desbastando as arestas e a transformando em uma Pedra Cúbica. Segurando o cinzel com a mão esquerda, dá-se o sentido de passividade, faz correspondência com o lado ponderado e intelectual que observa qual parte da pedra precisa ser aparada. O malho, segurado com a mão direita, representa a energia ativa, que executa o que foi planejado pelo cinzel e finaliza a aparagem.
O malhete é uma evolução do malho. Utilizado por juízes para demonstrar o poder do magistrado. Na maçonaria é utilizado pelos cargos de Venerável Mestre, Segundo Vigilante e Primeiro Vigilante que dão o sinais para início, suspensão e fim dos trabalhos em loja. Também são utilizados com intuito semelhante ao bater de palmas, onde os malhos são batidos várias vezes seguidas para demonstrar a mesma emoção das palmas.
Segundo Oswald Wirth, o Mjölnir do deus nórdico Thor é um indicio das primeiras utilizações do martelo como simbolismo da força e da ordem. Donar (em alto-alemão antigo), decorrente da língua protogermânica Þunraz (que significa "trovão"). Seria equivalente a Júpiter Tonante para os romanos e Sucellus para os celtas. Muitos deuses ferreiros ligados a construção e destruição utilizam o símbolo do martelo. Também é a forma do tau.

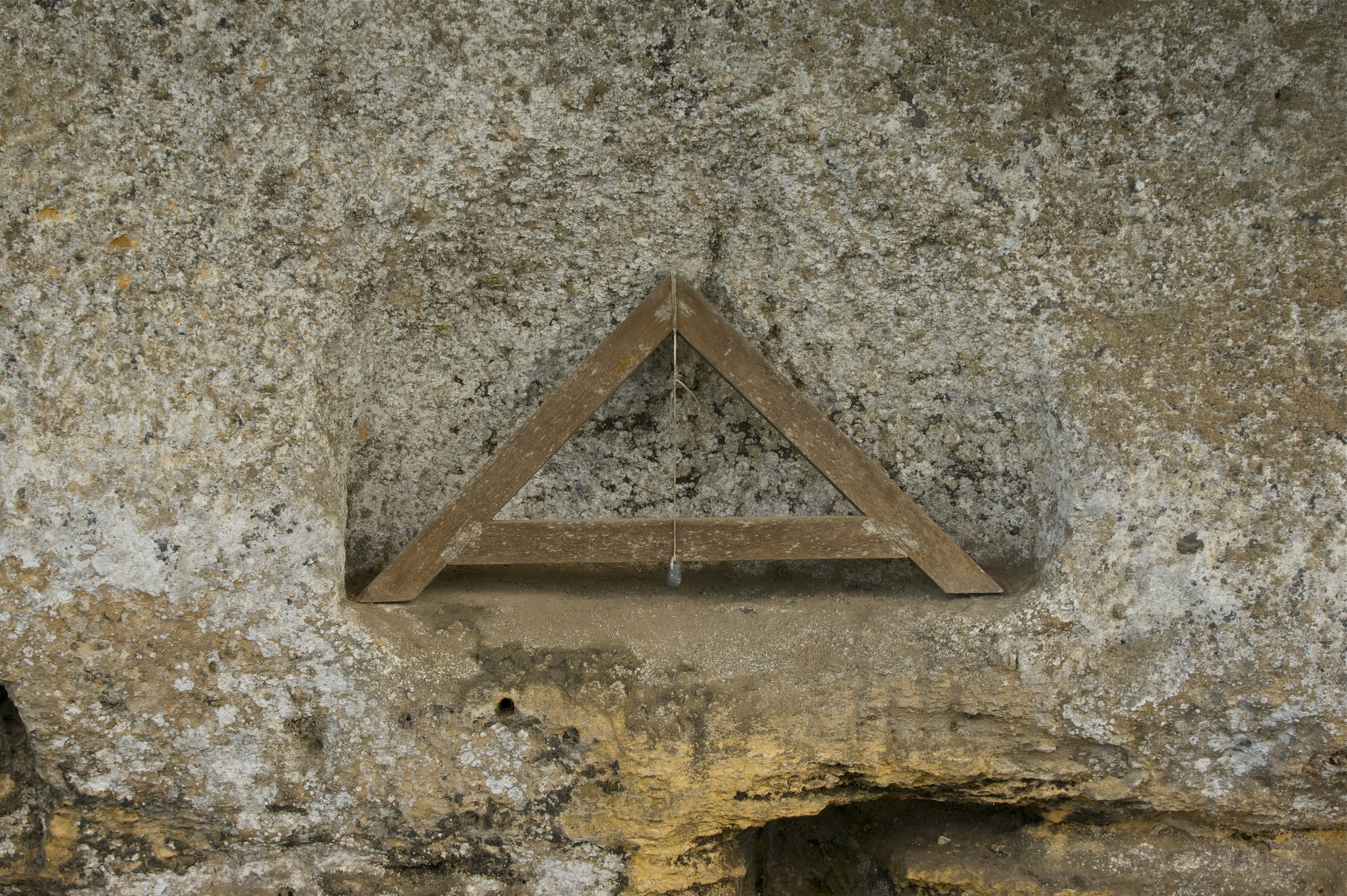
Um nível encontrado numa gruta de Roque Saint Christophe em Dordogne.

A Perpendicular, ou prumo, e o nível são equipamentos utilizados para verificar a inclinação de planos em relação à vertical e à horizontal, respectivamente. Representam, assim como as duplas de utensílios anteriores, o masculino (prumo) e o feminino (nível). A perpendicular é formada por uma armação abobadada de onde desce um prumo até a base. O nível é representado por um triângulo virado para cima de onde desce um fio de prumo, ou perpendicular. O nível é formado por um esquadro de onde desce um fio de primo do vértice. A Perpendicular é representante do Segundo Vigilante. O prumo, que têm tanto a perpendicular do prumo quanto a horizontal, é representativa do Primeiro Vigilante que leva consigo as atribuições dos dois. Os dois instrumentos e os dos Vigilantes simbolicamente servem para utilização correta das Pedras Cúbicas na construção dos templos simbólicos, que são as próprias pessoas. O nível também é visto como um símbolo de igualdade entre as pessoas.

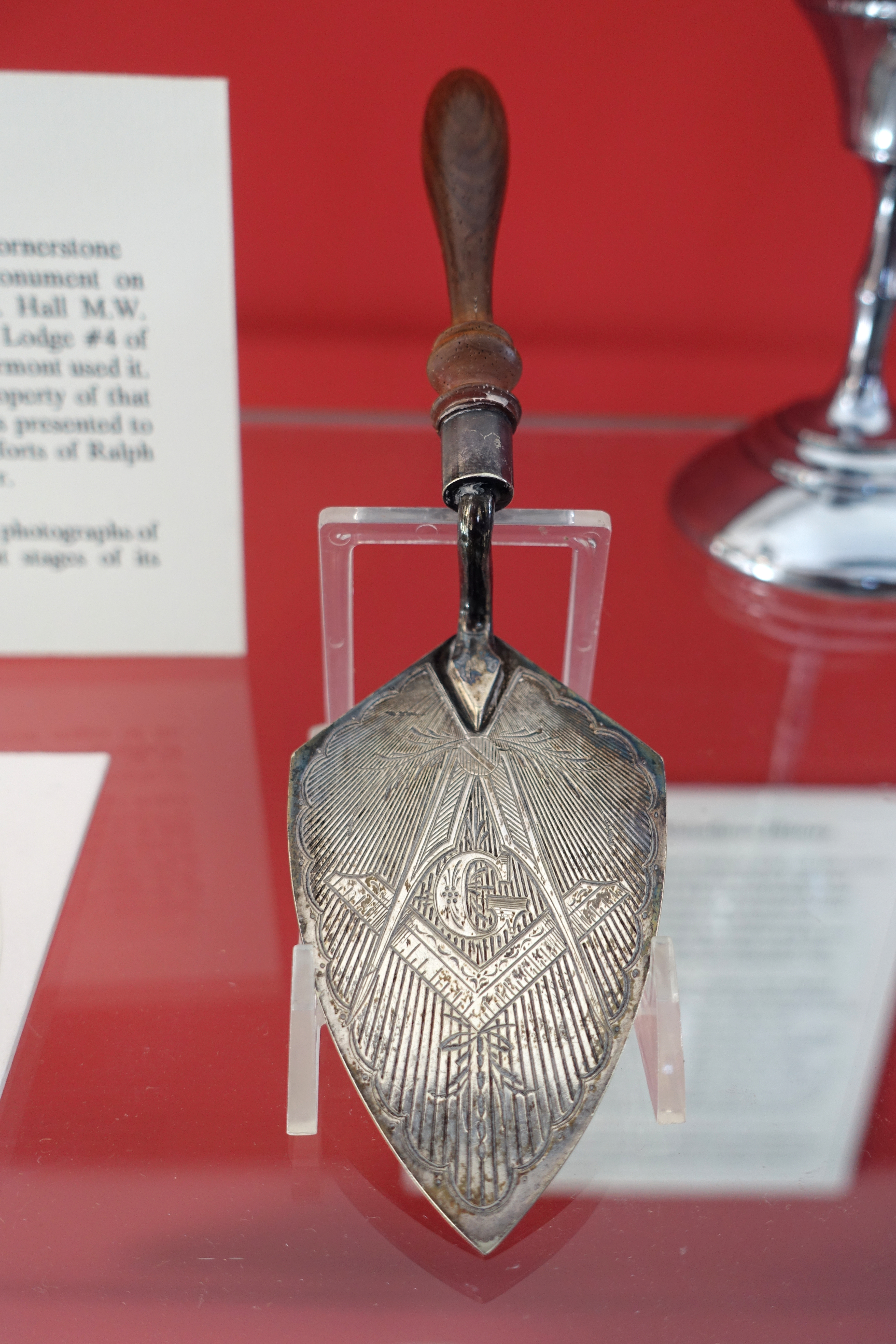
Uma trolha com motivos maçônicos.

A régua é um instrumento que serve para aferir pequenas medidas e para auxiliar no desenho de segmentos de reta. Na maçonaria simboliza as unidades de medidas e o aperfeiçoamento. O aprendiz utiliza uma régua lisa, mas ao passar para o grau de companheiro passa a usar uma régua demarcada chamada Régua de 24 polegadas" simbolizando, cada polegada, uma hora do dia. A alavanca representa a força utilizada de modo sábio, ajudando a realocar as pedras nos seus devidos lugares.
A trolha, ou colher de pedreiro, é o símbolo da benevolência e tolerância. É utilizada para estender a argamassa e cobrir todas as irregularidades, fazem parecer o edifício como formado por um único bloco, com isso a trolha pode ser considerada como um emblema de tolerância e de indulgência. A trolha é o símbolo do amor fraternal que sugere a união de todos os maçons, como único cimento que cobre toda a edificação do templo. Passar a trolha significa esquecer as injúrias ou as injustiças, perdoar um agravo, dissimular um ressentimento e desculpar uma falta. Na maçonaria operativa o aprendiz ocupava-se do preparo dos materiais brutos, pelo que necessitava unicamente do malho e do cinzel. Estes materiais passavam depois às mãos dos companheiros ou operários que os colocavam convenientemente, servindo-se do prumo, do nível e do esquadro. Por último, o mestre verificava a exatidão com que foi feito o trabalho, dando a última demão e estendendo com a trolha o cimento que une definitivamente todos os materiais. Por isso, considera-se que a trolha é um instrumento do mestre maçom. Em certas lojas inglesas, porém, a trolha é a ferramenta de trabalho do mestre instalado.

## Avental

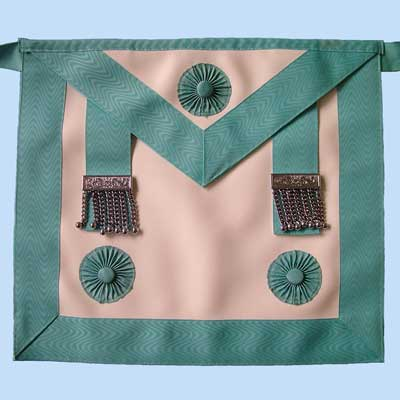
Avental de Mestre Maçom

O Avental é uma peça de vestuário que se amarra à cintura, utilizado para proteção dianteira da roupa e do próprio usuário. Feito habitualmente de pano, serve para proteger de nódoas, ou outro tipo de agressão exterior. Também pode se encontrado em couro, plástico e diversos outros materiais.
O maçom recebe o avental na iniciação, sendo peça obrigatória na vestimenta maçônica daí para frente. É proibido ao maçom a permanência em loja sem estar de avental. É o símbolo do trabalho maçônico. O avental é branco com a aba levantada para os aprendizes e branco com a aba abaixada para companheiros, branco orlado de vermelho ou azul celeste (de acordo com a Potência da loja simbólica ou com o Rito praticado), para os mestres. Antigamente era feito de pele de animal, hoje em dia aceita-se outros tipos de material. É, geralmente, composto por um retângulo - mas pode mudar de forma para um hexágono e para semicírculo, a que se sobrepõem uma abeta triangular.
Inicialmente os aventais não eram tão padronizados, podendo ser confeccionado de diversas maneiras. É fácil encontrar aventais que são verdadeiras obras de arte, como o da imagem à direita. Hoje em dia os aventais são padronizados e a padronização é feita pela potência maçônica responsável, respeitando cada gral e cada rito. Pelo avental identifica-se o rito empregado e o grau do maçom. No REAA cada um dos 30 graus tem seu avental apropriado.

## Gabinete de reflexão

Vitriol - Quadro dos símbolos presentes no Gabinete de Reflexões.

O Gabinete de Reflexão, ou Salda das Reflexões, é um comodo de apenas um vão, tem suas paredes e teto pintados de preto e inscrições de frases e símbolos na parede. A depender da loja pode ter mais ou menos objetos, símbolos e frases na parede. Mas os mais constantes são o galo, foice, ampulheta, pequena chama de vela ou lanterna, pão, pequeno vaso de água e taças, um esqueleto ou parte dele, normalmente o crânio, enxofre, sal e mercúrio, faixas, folha de papel e caneta, uma mesa e uma cadeira. A sala é usada no começo da iniciação maçônica, sobretudo no Rito Escocês e tem seu simbolismo voltado para a reflexão sobre a morte e a finitude do ser humano.
O pão e a água simbolizam simplicidade e humildade. Alguns cristão jejuam a pão e água, indicação da própria Santa Maria, pela tradição católica. Ao mesmo tempo que é símbolo de humildade é símbolo de força o suficiente que o ser humano precisa. A água é símbolo de vida e de pureza, indispensável para qualquer tipo de vida, além de limpar e purificar.
O enxofre, o sal e o mercúrio também estão presentes na sala, estes elementos tomam o sentido alquímico, referindo-se às leis herméticas e a criação da Pedra Filosofal. O enxofre também simboliza o masculino, mercúrio o feminino e o sal é elemento neutro e de ligação entre os dois anteriores. O sal e o enxofre encontram-se realmente no gabinete, normalmente em pires ou recipientes de vidro. Diferentemente o mercúrio é representado pela figura do galo, animal que representa o alvorecer e de vigilância. Também usado no topo das torres de igrejas, a figura do galo representa a vontade de agir logo cedo e também o anúncio que traz o nascer do Sol. Estes três elementos indicam que o iniciado precisará passar por uma transmutação alquímica, a mudança de um metal pobre para o metal valioso.
Símbolos fúnebres que representam a finitude e a morte como ossos, esqueleto, foice e ampulheta. Tanto para lembrar ao iniciado que ele é finito quando para lembrar também que ele morreu para o mundo profano (termo maçônico para o mundo fora da maçonaria). Os ossos indicam a finitude e igualdade na morte, a foice é o símbolo da própria morte e a ampulheta representa a marcação de pequenos intervalos de tempo, como a própria vida. Os três símbolos são bastante recorrente na arte fúnebre cristã e na decoração de cemitérios, túmulos e mausoléus.

## Símbolos do Templo
O Templo Maçônico é o nome dado ao prédio, espaço físico, onde os maçons se reúnem em Loja. Estes templos podem diferenciar muito entre si a depender do rito adotado pela loja que o construiu, pelo estilo comum à cada país, pelo nível financeiro dos que o utilizam. Mas há elementos em comum que fazem dos templos reconhecíveis. Um destes elementos é a decoração simbólica encontrado na maioria dos templos. Podem diferenciar em estilo, mas têm o mesmo valor simbólico.
Para representar o oficio do maçom, que é o de pedreiro, encontra-se no interior do templo algumas pedras simbolizando este trabalho. São elas, a Pedra Bruta e a Pedra Polida. A Pedra Bruta é o objeto de trabalho do Aprendiz. Utilizando-se dos utensílios básicos o pedreiro aprendiz irá desbastar a pedra bruta retirando as arestas e imperfeições até deixa-la em formato cúbico para utilização na construção do prédio. Este é o trabalho mais básico na construção e, consequentemente, na simbologia maçônica. Onde esta alegoria se refere ao aprendiz como a própria pedra bruta onde será burilado os vícios que atrapalham a construção de uma sociedade mais justa. O mestre com seus utensílios verifica se a pedra está realmente cúbica e o objeto é passado para um Companheiro que irá poli-la. O trabalho do Companheiro é receber a pedra cúbica e refinar o trabalho, polindo e deixando-a perfeita para utilização no prédio. A pedra pronta e polida é representação do Mestre Maçom, aperfeiçoado e pronto tanto para ser utilizado na construção do prédio quanto para auxiliar os Aprendizes e Companheiros nas suas jornadas.

## Estrela de Cinco Pontas
Sendo a Estrela do Oriente ou a Estrela Iniciação, é para os Maçons cristãos a que simbolizou o nascimento de Jesus, para estes é o símbolo do Homem Perfeito, da Humanidade plena entre Pai e Filho As Estrelas representam as lágrimas da beleza da Criação. Olhemos para cima, para o céu e encontraremos a nossa estrela guia. Representa o homem nos seus cinco aspectos: físico, emocional, mental, intuitivo e espiritual. Totalmente realizado e uno com o Grande Arquitecto do Universo. É o homem de braços abertos, mas sem virilidade, porque dominou as paixões e emoções. Na Maçonaria e nos seus Templos, a abóbada celeste está adornada de estrelas. A Estrela é o emblema do génio Flamejante que levam às grandes coisas com a sua influência. É o emblema da paz, do bom acolhimento e da amizade fraternal. Apresentando ligação com os cinco elementos encontrados dentro de um homem, e que constituem o microcosmo, que são, fogo, terra, ar, água e éter (este sendo uma substância relacionada ao espírito), a estrela apresenta uma variedade de nomes como: pentagrama, pentalfa, estrela rutilante, etc. Diz-se também ser o símbolo que exalta a feminilidade uma vez que representa a deusa Vénus e traz em sua forma a trajectória realizada a cada oito anos por esse planeta em relação a Terra. A estrela tem relação do homem de braços e pernas abertos com o Homem Vitruviano de Da Vinci Nos templos da Maçonaria, a abóbada celeste está adornada de Estrelas, representando as lágrimas da beleza da Criação ou menos dogmaticamente a extensão do universo onde nos encontramos.[carece de fontes?]

## Acácia
A Acácia é a planta símbolo por excelência da Maçonaria, sendo utilizada pelos Mestres Maçons como sinal de identificação, representa a segurança, a clareza, e também a inocência ou pureza. A Acácia foi tida na antiguidade, entre os hebreus, como árvore sagrada e adoptada como símbolo maçónico. Os antigos costumavam simbolizar a virtude e outras qualidades da alma com diversas plantas. A Acácia é inicialmente um símbolo da verdadeira Iniciação para uma nova vida, a ressurreição para uma vida futura.[carece de fontes?]

## Delta, Triângulo Luminoso
Os triângulos são figuras geométricas fundamentais, amplamente estudadas e simbolicamente significativas em diversas culturas e contextos históricos. Eles podem ser classificados em várias categorias com base em seus lados e ângulos.
Na Maçonaria, os triângulos desempenham papéis significativos em simbolismo e rituais. O Delta luminoso é um símbolo proeminente, muitas vezes representado como um triângulo com um símbolo sagrado em seu centro. Este símbolo pode incluir o Tetragrama sagrado (YHWH em letras hebraicas) ou o Olho divino, que representa a vigilância divina sobre os maçons e sua obra. O Delta luminoso, além de seu simbolismo divino, também representa conceitos maçônicos fundamentais:
Trindade O triângulo equilátero simboliza a Trindade divina, presente em várias religiões e filosofias. Unidade e Equilíbrio, os três lados do triângulo podem ser interpretados como representando unidade (Deus), equilíbrio (equilíbrio entre forças opostas) e perfeição espiritual. Luz e Conhecimento, p triângulo como símbolo de luz e o Delta luminoso como uma fonte de conhecimento espiritual e moral para os maçons.
O Delta luminoso é frequentemente associado aos graus superiores da Maçonaria, simbolizando a busca por conhecimento e iluminação espiritual. Ele é utilizado em rituais e cerimônias para enfatizar a importância da sabedoria divina e da virtude moral na prática maçônica. Os triângulos, especialmente o Delta luminoso na Maçonaria, são elementos poderosos de simbolismo e significado espiritual. Eles representam não apenas princípios geométricos e matemáticos, mas também valores éticos e espirituais profundos para aqueles que seguem tradições iniciáticas como a Maçonaria.

## Outros
- Pavimento em xadrez (ou pavimento de mosaico para outros): composto por quadrados pretos e brancos, com que devem ser revestidos os templos ou o centro destes são o símbolo da diversidade do globo e das raças, unidas pela Maçonaria e da oposição de diversos contrários, bem e mal, espírito e corpo, luz e trevas;
- Pedra bruta: símbolo das imperfeições do espírito que os maçons devem procurar corrigir; e também, da liberdade total do Aprendiz e dos maçons em geral;
- Templo: símbolo da construção maçónica por excelência, da paz profunda para que tendem todos os maçons. Construindo o seu templo interior e construindo, em conjunto com os irmãos, um templo universal;
- Três pontos: representa um triângulo e é um símbolo com várias interpretações, aliás conciliáveis: luz, trevas e tempo; passado, presente e futuro; sabedoria, força e beleza; nascimento, vida e morte; liberdade, igualdade e fraternidade;
- 9: é o princípio da Luz Divina, Criadora, que ilumina todo pensamento, todo desejo e toda obra, exprime externamente a Obra de Deus que mora em cada homem, para descansar depois de concluir sua Obra. O homem novenário que pelo triplo do ternário, é a união do absoluto com o relativo, do abstracto com o concreto. O número nove, no simbolismo maçónico, desempenha um papel variado e importante com significados aplicados na sua forma ritualista. O número 9, é o número dos Iniciados e dos Profetas.
- ESCADA CARACOL: Mostra a difícil trajetória do Companheiro. Com seus degraus em espiral, ela representa a dificuldade em subir, aprender e auto aperfeiçoar-se, mostrando que a evolução não se desenvolve de uma forma constante e retilínea. Ela tem seus altos e baixos. Sua persistência em busca da luz, será a recompensa, pois atingirá o topo da escada.
- ESCADA DE JACÓ: “E Jacó sonhou: e eis que uma escada era posta na terra, porque o sol era posto; e eis que os anjos de Deus subiam e desciam por ela; e eis que o Senhor estava em cima dela” (Geneses 28:12, 13).

A escada mística vista por Jacó simboliza o ciclo involutivo e evolutivo da vida, em seu perpétuo fluxo e refluxo, através de nascimentos e mortes, a desdobrar-se em hierarquias de seres, potestades, mundos, reinos e vida e raças. Segundo as tradições maçônicas, a escada com esse significado consta de quatorze degraus. Na verdade seus degraus são tantos quantos sãos virtudes necessárias ao aperfeiçoamento de cada um. As três mais importantes são a Fé, a Esperança e a Caridade, ali simbolizadas pela Cruz, a Âncora e o Cálice.